# Nam vương Toàn cầu 2023
Nam vương Toàn cầu 2023 là cuộc thi Nam vương Toàn cầu lần thứ chín được tổ chức tại Maha Sarakham, Thái Lan vào ngày 26 tháng 11 năm 2023. Jason Bretfelean đến từ Ấn Độ đăng quang ngôi vị Mister Global.

## Kết quả

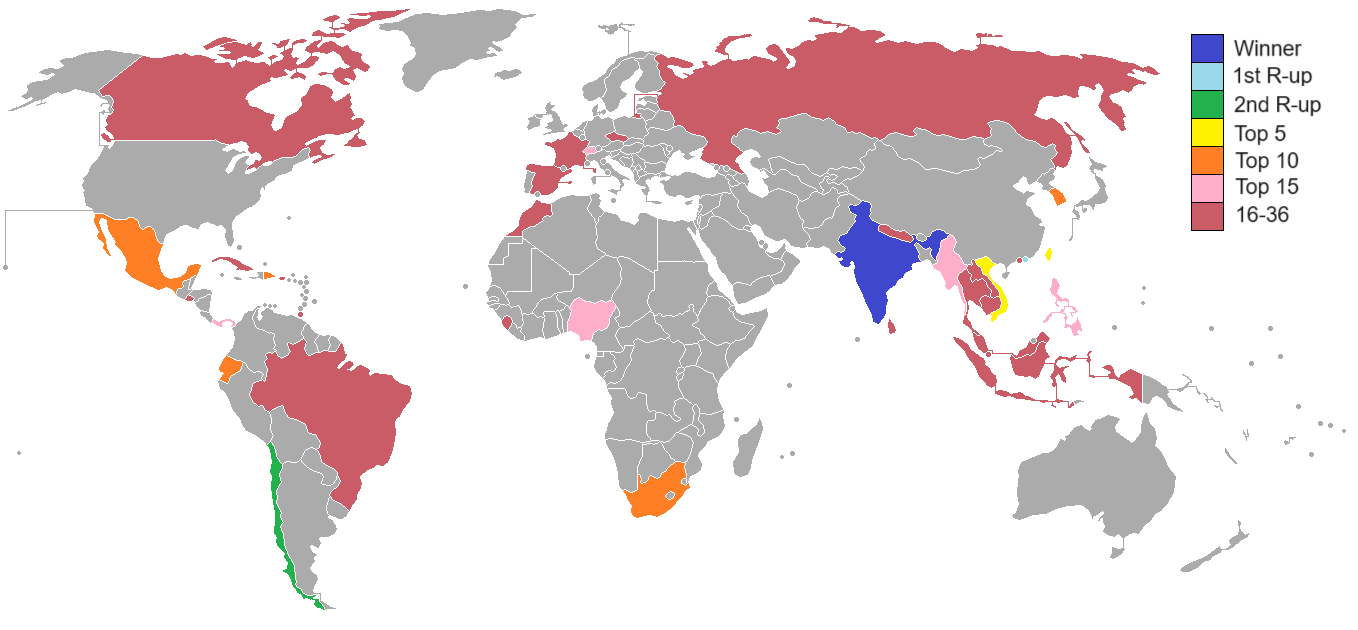
Kết quả chung cuộc của Mister Global 2023

### Thứ hạng
| Hạng               | Thí sinh |
| ------------------ | --- |
| Mister Global 2023 | - Ấn Độ – Jason Bretfelean |
| Á vương 1          | - Hồng Kông – Oliver Cheung |
| Á vương 2          | - Chile – Álvaro Flores Carvajal |
| Á vương 3          | - Đài Loan – Kevin Davalos Wei Tai |
| Á vương 4          | - Việt Nam – Lê Hữu Đạt |
| Top 10             | - Cộng hòa Dominica – Ruddy Alexander Taveras - Ecuador – Bruno Barbieri Roggiero - Hàn Quốc – Jeung Yoon Lim - México – José Carlos Novelo - Nam Phi – Jonathan Albert Lambert |
| Top 15             | - Myanmar – Ye Thway Thiha - Nigeria – Shuaib Oluwaseyifunmi Araga - Panama – Raúl Pinto - Philippines – John Ernest Tanting - Thụy Sĩ – Marcel Ignacio Riera                   |

### Giải thưởng đặc biệt
| Giải thưởng           | Thí sinh                               | T.k.   |
| --------------------- | -------------------------------------- | ------ |
| Best Charming Smile   | - Canada – Yi Fang Gao                 | [ 10 ] |
| Best Model            | - Puerto Rico – Jordan Cintrón Jiménez | [ 10 ] |
| Best National Costume | - Sierra Leone – Maligie Kamara        | [ 10 ] |
| Mister Congeniality   | - Hàn Quốc – Jeung Yoon Lim            | [ 10 ] |
| Mister Photogenic     | - Indonesia – Daniel William Wijaya    | [ 10 ] |

## Các thí sinh
36 thí sinh dự thi.
| Quốc gia/vùng lãnh thổ | Thí sinh                            | Tuổi | Quê quán              |
| ---------------------- | ----------------------------------- | ---- | --------------------- |
| Ấn Độ                  | Jason Dylan Bretfelean              | 19   | Hyderabad             |
| Brasil                 | Luiz Gustavo Mustafe Peres          | 29   | Ribeirão Preto        |
| Campuchia              | Chomroeun Sovannareach              | 25   | Kandal                |
| Canada                 | Yi Fang Gao                         | 24   | Vancouver             |
| Chile                  | Álvaro Andrés Flores Carvajal       | 22   | Machalí               |
| Cuba                   | Andy Gonzáles Quintana              | 27   | Matanzas              |
| Cộng hòa Dominica      | Ruddy Alexander Taveras Vasquez     | 22   | Santo Domingo         |
| Đài Loan               | Kevin Davalos Wei Tai               |      | Taipei                |
| Ecuador                | Bruno Barbieri Roggiero             | 31   | Guayaquil             |
| El Salvador            | Eric Rene Moreno Solis              | 28   | La Unión              |
| Hàn Quốc               | Jeung Yoon Lim                      | 26   | Seoul                 |
| Hồng Kông              | Oliver Cheung Chi Kit               | 27   | Hong Kong             |
| Indonesia              | Daniel William Wijaya               | 25   | Palembang             |
| Lào                    | Sengphachanh Sengchanthavong        | 22   | Phônhông              |
| Ma Cao                 | Rex Cheang Si San                   | 28   | Macao                 |
| Malaysia               | Alejandro Kwang Liang Legaria Sim   | 23   | Damansara             |
| Maroc                  | Mickael Mounir Berrut               | 28   | Agadir                |
| México                 | José Carlos Novelo Puerto           | 26   | Mérida                |
| Myanmar                | Ye Thway Thiha                      | 27   | Yangon                |
| Nam Phi                | Jonathan Albert Lambert             | 26   | Krugersdorp           |
| Nepal                  | Samarpan Jung Karki                 | 32   | Biratnagar            |
| Nga                    | Ilgiz Farrakhov                     | 29   | Moscow                |
| Nigeria                | Shuaib Oluwaseyifunmi Sosanya Araga | 25   | Lagos                 |
| Panama                 | Raúl Pinto Moran                    | 32   | Panama City           |
| Pháp                   | Jessy Jaremczyk                     | 27   | Gien                  |
| Philippines            | John Ernest Tanting                 | 22   | Cebu City             |
| Puerto Rico            | Jordan O'Neill Cintrón Jiménez      | 26   | San Germán            |
| Séc                    | František Knobloch                  | 23   | Příbram               |
| Sierra Leone           | Maligie Kamara                      |      | Port Loko             |
| Singapore              | Muhammad Fuad Al-Hakim              | 33   | Singapore             |
| Sri Lanka              | Hiripitiyage Gihan Danushka Silva   | 29   | Colombo               |
| Tây Ban Nha            | Pedro Cordero Infantes              | 21   | Cartagena             |
| Thái Lan               | Patihan Pengsook                    |      | Wang Saphung          |
| Trinidad và Tobago     | Aaron Mohammed                      | 30   | Gasparillo            |
| Thụy Sĩ                | Marcel Ignacio Riera                | 29   | Neuchâtel             |
| Việt Nam               | Lê Hữu Đạt                          | 28   | Thành phố Hồ Chí Minh |

### Dự thi quốc tế khác
| Cuộc thi              | Năm  | Quốc gia/vùng lãnh thổ | Thí sinh           | Thứ hạng  | T.k. |
| --------------------- | ---- | ---------------------- | ------------------ | --------- | ---- |
| Manhunt International | 2025 | México                 | José Carlos Novelo | Á vương 5 |      |